# Їм би мати рацію
«Їм би мати рацію» (також відомий як «Вічна машина», англ. They'd Rather Be Right) — науково-фантастичний роман американських письменників Марка Кліфтона та Френка Райлі.

## Сюжет
Два професори створюють просунутий кібернетичний мозок, який вони називають «Боссі». Боссі може «оптимізувати ваш розум… і подарувати вам вічну молодість, але тільки якщо ви готові відмовитися від усіх своїх улюблених забобонів». Однак, коли перед ними постає вибір: визнати, що вони помилялися, і таким чином отримати вигоду від здібностей Боссі, більшість людей воліють виявитися правими, а здатність Боссі дарувати безсмертя майже не діє через страх людства перед «нею».

## Прийом і значення
У 1955 році «Їм би мати рацію» виграли премію «Г'юго» за найкращий роман, другу премію «Г'юго», нагороджену за роман.
У короткій рецензії 1982 року на сучасне перевидання роману автор Девід Ленгфорд писав, що «хоча книга містить цікаву ідею, вона видається неправдоподібним лауреатом премії. Добре (…) постулювати машину, яка дарує безсмертя, молодість і ідеальний колір обличчя тим і тільки тим, хто може відкинути упередження і забобони (…) Ідея, однак, зрівнюється з землею небажанням авторів виконати роботу, яка зробила б її переконливою».
Ленгфорд також звернувся до теорій змови, які приписують перемогу "Їм би мати рацію» саєнтології, заявивши, що більш імовірно, що Кліфтон був популярний завдяки своїм оповіданням.
Рецензент Galaxy Science Fiction Флойд К. Гейл критикував роман, кажучи, що «хоча робота це досить якісна, у цій пряжі незакріплених кінчиків більше, ніж акуратних в'язаних речей».
У 2008 році Сем Джордісон описав роман як «жахливий», «найгірший лауреат [нагороди Г'юго]» і «основний творчий напис „як не треба“», сказавши, що його перемога «публічним голосуванням (…) викликає серйозні питання щодо цінності універсальної франшизи». Подібним чином Лоуренс Вотт-Еванс зазначив, що «Їм би мати рацію» — це «звичайна [книга], яку цитують» як «найгіршу книгу, яка коли-небудь отримувала [премію Г'юго]», і Рік Кук відповів на питання «Чи хороша книга?» через «Ні», продовжуючи пояснювати, що вона виникла як «одна із тих серій на замовлення для старого Astounding. Іноді ці речі працювали, а іноді ні. Цей ні».

## Історія видання
«Їм би мати рацію» вперше був опублікований як чотирисерійна серія у Astounding Science Fiction з серпня 1954 року по листопад 1954 року. Вона була опублікована як книга в 1957 році, а сильно скорочена версія була випущена наступного року під назвою" Машина вічності". Роман кілька разів перевидавався протягом десятиліть, включаючи принаймні два переклади іноземними мовами.
«Їм би мати рацію» — це продовження «Божевільного Джоуї» Марка Кліфтона з Алексом Апостолідесом (серпень 1953 року, спочатку опубліковане в Astounding Science Fiction) і «Ховайтеся! Ховайтеся! Відьма!» Марка Кліфтона з Алексом Апостолідесом (грудень 1953 р., спочатку опублікований у Astounding Science Fiction).
Оповідання «Божевільний Джої» та "«Ховайтеся! Ховайтеся! Відьма!» з'явилося без «Їм би мати рацію» в «Науковій фантастиці Марка Кліфтона» під редакцією Баррі Н. Мальцберга та Мартіна Х. Грінберга (Southern Illinois University Press; 8 грудня 1980 р.).
У 1992 році видавництво Carroll & Graf перевипустило «Їм би мати рацію» з двома оповіданнями-приквелами «Божевільний Джоуї» та «Ховайтеся! Ховайтеся! Відьма!» під назвою «Вічна машина». У цьому томі оповідання «Божевільний Джоуї» та «Ховайтеся! Ховайтеся! Відьма!» складаються з першого розділу під назвою «Божевільний Джоуї», а роман «м би мати рацію» — другий розділ під назвою «Босі». ISBN 978-0881848427